# Ismail al-Azhari

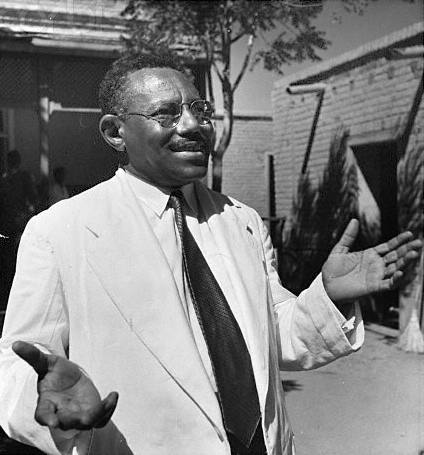
Ismail al-Azhari

Ismail al-Azhari (Arabisch: إسماعيل الأزهري) (Omdurman, 20 oktober 1900 – Khartoem, 26 augustus 1969) was een Soedanees politicus.
Al-Azhari was premier van Soedan tussen 1956 en 1958 en president vanaf 1965. In 1968 waren er interne spanningen in het kabinet van premier Maghub, die daarop zijn ontslag aanbood. Er volgden gesprekken tussen diverse politieke voormannen over de vorming van een nieuwe regering. Op 25 mei 1969 werden de president en de regering afgezet in een staatsgreep, geleid door kolonel Jaafar al-Numeiri en gesteund door linkse politici. Al-Azhari overleed enkele maanden later in Khartoem op 68-jarige leeftijd.